# Raión de Volochysk
Raión de Volochysk (en ucraniano: Волочиський район) es un antiguo raión o distrito de Ucrania en el óblast de Jmelnitski. 
Comprende una superficie de 1103 km².
La capital fue la ciudad de Volochysky.

## Demografía
Según estimación 2010 contaba con una población total de 55000 habitantes.

## Otros datos
El código KOATUU fue 6820900000. El código postal 31200 y el prefijo telefónico +380 3845.